# Tell Harmal
Tell Harmal is een archeologische vindplaats in Irak. Het ligt in een wijk van de stad Baghdad en het wes de plek va de oude stad Šaduppum.
De heuvel is in de periode 1945-1963 aan opgravingen onderworpen, o.a. door Taha Baqir en opnieuw in 1997-1998. De laatste opgraving toonde aan dat de stad al in de Akkadische tijd bestond. Er is een schat aan kleitabletten gevonden, zo'n 3000 stuks voornamelijk uit de Oud-Babylonische tijd. Er zijn opgravingen geweest in een aantal tijdvakken: 1945-1949, 1958-1959, 1962-1963, 1997 en 1998. In de eerste periode zijn een aantal kleitabletten met wiskundige inhoud gevonden. Er is tot 2015 nooit een volledig verslag van de vondsten gepubliceerd.
Er worden zeven lagen onderscheiden. Lagen VII en VI, mogelijk ook deel van laag V stammen uit het 3e millennium v.Chr. De lagen V-II behoren to de tijd van Isin en Larsa en laag I tot de tweede helft van het 2e millennium, de tijd van de Kassieten. Tijdens III en II was de stad omgeven door een 5 meter dikke muur in de vorm van een trapezium. Erbinnen was een grote tempel, wat kleinere heiligdommen, een aantal huizen, een "Serai", een groot administratief gebouw en wat lijkt op een gebouw voor professionele schrijvers. Laag II dateert van de tijd van Daduša en Ibal-pi'el II, koningen van Ešnunna. Laag III dateert tot de dagen van Ipiq-Adad II, ook van Ešnunna.
Er werden twee kopieën van het Wetboek van Dadusha gevonden. Hij was koning van Eshnunna. Hij is gestorven in 1779 v.Chr. en daarmee is zijn wetboek ouder dan dat van Hammurabi en heeft er gedeeltelijk model voor gestaan. Naast de Shaduppum-teksten is er nog ee fragment van gevonden in Tell Hadad (Me-Turan). 